# Vrhole pri Slovenskih Konjicah
Vrhole pri Slovenskih Konjicah – wieś w Słowenii, w gminie Slovenska Bistrica. W 2018 roku liczyła 376 mieszkańców.